# 努埃瓦洛斯
努埃瓦洛斯，是西班牙阿拉贡自治区萨拉戈萨省的一个市镇。 总面积42平方公里，总人口332人（2001年），人口密度8人/平方公里。